# Cromosoma 21
El cromosoma 21 és un dels 23 parells de cromosomes del cariotip humà. La població té normalment dues còpies d'aquest cromosoma. El cromosoma 21 és el cromosoma autosòmic humà més petit, contenint al voltant de 47 milions de parells de bases, que representen al voltant de l'1,5% del contingut total d'ADN en la cèl·lula.
El 2000, investigadors que treballaven en el Projecte Genoma Humà van anunciar que havien determinat la seqüència dels parells de bases que componen aquest cromosoma. El cromosoma 21 va ser el segon cromosoma humà a ser totalment seqüenciat.

## Gens

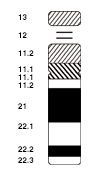
Imatge del cromosoma 21 humà.

El nombre de gens estimats en el cromosoma 21 és d'entre 200 i 400. Entre els més importants hi ha:
- APP: Proteïna precursora beta amiloide (A4) (peptidasa nexina-II, malaltia d'Alzheimer)
- CBS: Cistationina-beta-sintasa
- CLDN14: Claudina 14
- HLCS: Holocarboxilasa sintetasa (biotina-(proprionil-coenzim A-carboxilasa (ATP-hidrolizante)) lligues)
- KCNE1: Canal de potassi activat per voltatge, família relacionada amb ISK, membre 1
- KCNE2: Canal de potassi activat per voltatge, família relacionada amb ISK, membre 1
- Lad: Deficiència d'adhesió leucocitària (símbols: ITGB2, CD18, LCAMB)
- SOD1: Superòxid dismutasa 1, soluble (esclerosi lateral amiotròfica tipus 1 (adult))
- TMPRSS3: Proteasa transmembrana, serina 3

## Malalties i trastorns
Les següents malalties estan associades en el cromosoma 21:
- Malaltia d'Alzheimer
- Malaltia d'Alzheimer tipus 1
- Esclerosi lateral amiotròfica
- Esclerosi lateral amiotròfica tipus 1
- Síndrome de Down
- Deficiència de holocarboxilasa sintetasa
- Homocistinuria
- Síndrome de Jervell i Lange-Nielsen
- Deficiència d'adhesió leucocitària
- Sordesa no sindròmica
- Sordesa no sindròmica, autosòmica recessiva
- Síndrome de Romano-Ward